# Louis Piochelle
Louis Piochelle, né le 12 décembre 1888 et mort le 15 septembre 1939, est un boxeur français.

## Biographie
D'abord gymnaste, Louis Piochelle commence la boxe anglaise lors de son service militaire à Bizerte. En décembre 1919, l’Algérois Louis Piochelle remporte la finale du championnat de France amateurs dans la catégorie des poids lourds en battant par knockout au troisième round le Parisien Cettour. Sélectionné pour les Jeux olympiques de 1920, il est éliminé dès son premier entrée dans le tournoi olympique des mi-lourds contre Harold Franks. Devenu boxeur professionnel après les Jeux, il bat Paul Journée au début de l'année 1922 avant de s'incliner contre Battling Siki puis contre Journée dans une revanche.